# Exceptio metus
Die exceptio metus (auch: exceptio quod metus causa; Einrede einer herbeigeführten Zwangslage) war ein römischer Rechtsbehelf, der sich gegen Rechtsgeschäfte richtete, die der Beklagte aufgrund einer bei Geschäftsabschluss erfahrenen Zwangslage (metus) eingegangen war. Die Einrede ging auf den republikanischen Prätor (und späteren Konsul) Octavius zurück, der sie in einem Edikt fasste.
War ein rechtsgeschäftlicher Abschluss nicht verhandelt, sondern erzwungen worden, so sollten es möglich sein, die dadurch entstandenen Rechtsfolgen zu beseitigen. Die Rechtssache wurde in den vormaligen Zustand – wie er der vor Entstehung der Zwangslage bestand – versetzt (restitutio in integrum). Mit dem honorarrechtlichen, später als formula Octaviana bezeichneten, Edikt war erstmals einen Straftatbestand geschaffen worden, der die Beseitigung einer durch eine „Zwangslage erfahrenen Furcht“ regelte. Vorausgesetzt war tatbestandlich, dass ein „überlegener“ Geschäftspartner gegen die guten Sitten dadurch verstieß, dass er mit einem empfindlichen Übel drohte (adversus bonos mores), sollte der „unterlegene“ Geschäftspartner den Vertragsschluss verweigern. Aufgrund seiner Furcht, dass die in Aussicht gestellten Nachteile Wirklichkeit werden, schloss der Beklagte das Geschäft dann lieber ab.
Wer nicht defensiv vorgehen wollte und die Einrede geltend machte, sondern die Offensive suchte und selbst klagte, bemühte die actio quod metus causa. Ursprünglich diente das metus-Recht dazu, dass die während des Bürgerkrieges von ihren Landgütern Vertriebenen ihr rechtmäßiges Eigentum zurückerlangen konnten.
Bereits in der jüngeren Kaiserzeit ging die exceptio metus in der ursprünglich für Arglisteinreden geschaffenen exceptio doli auf.